# Mechanical Resonance
Mechanical Resonanse (рус. «Механический резонанс») — дебютный студийный альбом американской рок-группы Tesla. Выпущен в декабре 1986 года на лейбле Geffen Records.

## Об альбоме
В альбом вошла кавер-версия песни Little Suzi авторства британской группы Ph.D.. Также, она вышла одним из синглов в 1987 году.
Рецензент Эдуардо Ривадавия из AllMusic поставил альбому 4 звезды из 5, сконцентрировав своё внимание на второй части альбома, посчитав её лучшей на пластинке.
Хольгер Стратманн, основатель и рецензент журнала Rock Hard также поставил высокий балл (8 из 10), однако выделив наоборот начало альбома, в частности такие композиции, как Cumin' Atcha Live и 2 Late 4 Love.

## Сертификация
- RIAA (США) — платиновый. Статус присвоен 5 октября 1989 года[1].

## Список композиций
| №                   | Название                       | Автор(ы)                           | Длительность |
| ------------------- | ------------------------------ | ---------------------------------- | ------------ |
| 1.                  | «EZ Come EZ Go»                | Хэннон, Кейт, Скеоч, Вит, Луккетта | 3:32         |
| 2.                  | «Cumin' Atcha Live»            | Хэннон, Кейт, Вит                  | 4:25         |
| 3.                  | «Gettin' Better»               | Хэннон, Кейт                       | 3:20         |
| 4.                  | «2 Late 4 Love»                | Хэннон, Кейт, Скеоч, Вит, Луккетта | 3:50         |
| 5.                  | «Rock Me to the Top»           | Кейт, Скеоч                        | 3:38         |
| 6.                  | «We're No Good Together»       | Хэннон, Кейт, Луккетта             | 5:15         |
| 7.                  | «Modern Day Cowboy»            | Хэннон, Кейт, Скеоч                | 5:19         |
| 8.                  | «Changes»                      | Хэннон, Кейт, Скеоч, Вит, Луккетта | 5:02         |
| 9.                  | «Little Suzi (кавер на Ph.D.)» | Джим Даймонд, Тони Хаймас          | 4:55         |
| 10.                 | «Love Me»                      | Хэннон, Кейт, Вит                  | 4:15         |
| 11.                 | «Cover Queen»                  | Хэннон, Кейт                       | 4:15         |
| 12.                 | «Before My Eyes»               | Хэннон, Кейт, Скеоч, Лукетта       | 4:15         |
| Общая длительность: | Общая длительность:            | Общая длительность:                | 53:28        |

## Участники записи
- Джефф Кейт — вокал;
- Френк Хэннон — электрогитара и акустическая гитара, клавишные;
- Томми Скеоч — электрогитара и акустическая гитара, бэк-вокал;
- Брайан Вит — бас-гитара, бэк-вокал;
- Трой Лукетта — ударные.

## В массовой культуре
Композиция Cumin' Atcha Live вошла в саундтрек к игре GTA Vice City. Она играет в эфире радиостанции V-Rock.
Композиция Modern Day Cowboy используется в саундтреке видеоигры Guitar Hero: Warriors of Rock (2010).